# Севастопольська міська державна адміністрація
Севастопольська міська державна адміністрація — місцева державна адміністрація Севастополя.

## Керівництво
- Голова — Яцуба Володимир Григорович
- І заступник голови — Рубанов Федір Федорович
- Заступники голови: Ахтемов Елімдар Казимович, Заєць Ірина Михайлівна, Белик Дмитро Анатолійович